# アーメド・カタイエフ
アーメド・カタイエフ（Ahmed Kotiev、1968年1月15日 - ）は、ロシアの元プロボクサー。ウラジカフカス出身。元WBO世界ウェルター級王者。

## 来歴
1991年8月14日、モスクワでプロデビューし、6回判定勝ち。
1992年2月25日、ロシアスーパーライト級王者ビクトル・バラノブと対戦し10回判定負けで王座獲得に失敗した。
1994年7月23日、マーク・マクレーシュと対戦し6回TKO勝ちを収めた。
1995年5月20日、マーク・ラムゼイとWBCインターナショナルウェルター級暫定王座決定戦を行い6回KO勝ちで王座獲得に成功した。
1998年1月30日、WBOインターコンチネンタルウェルター級王者ドウグラス・ベリーニと対戦し5回KO勝ちで王座獲得に成功した。
1998年2月14日、シュトゥットガルトのマーティン・ホテルでミハエル・ロエベが引退したため空位となったWBO世界ウェルター級王座決定戦でレオナルド・タウンセットと対戦し12回3-0(116-109、119-106、117-110)の判定勝ちで王座獲得に成功した。
1998年5月23日、パウロ・アレハンドロ・サンチェスと対戦し12回3-0(118-109、2者が119-109)の判定勝ちを収め初防衛に成功した。
1998年11月28日、ハッセハーレでサントス・カルドナと対戦し12回3-0(116-112、2者が115-113)の判定勝ちを収め2度目の防衛に成功した。
1999年4月24日、後のIBO世界ウェルター級王者ピーター・マリンガと対戦し3回1分15秒TKO勝ちを収め3度目の防衛に成功した。
1999年11月27日、ダニエル・サントスと対戦し12回2-1(2者が115-113、111-117)の判定勝ちを収め4度目の防衛に成功した。
2000年5月6日、ダニエル・サントスとダイレクトリマッチを行い5回2分7秒KO負けを喫し5度目の防衛に失敗した。この試合を最後に現役を引退した。

## 獲得タイトル
- WBCインターナショナルウェルター級暫定王座
- WBOインターコンチネンタルウェルター級王座
- WBO世界ウェルター級王座（防衛4）